# Sigfrid Lundberg
Pour les articles homonymes, voir Lundberg.
Sifgrid Lundberg (né le 15 février 1895 à Funbo et mort le 19 mai 1979 à Uppsala) est un coureur cycliste suédois, médaillé lors des Jeux olympiques de 1920 à Anvers.

## Palmarès
- 1920
  -  Médaillé d'argent de la course par équipes aux Jeux olympiques
  - 22e de la course individuelle aux Jeux olympiques
- 1922
  - 8e du championnat du monde sur route amateurs
- 1923
  - Skandisloppet